# Rainer Osselmann
Rainer Osselmann, né le 25 juillet 1960 à Duisbourg et mort le 23 avril 2023 à Amtzell, est un joueur de water-polo international ouest-allemand. Il remporte la médaille de bronze lors des Jeux olympiques d'été de 1984 à Los Angeles.

## Palmarès

### En sélection
- RFA
  - Jeux olympiques :
    - Médaille de bronze : 1984.